# Wilhelm-Rüdiger Böhme
Wilhelm-Rüdiger Böhme (* 31. März 1939 in Hamburg) ist ein ehemaliger deutscher Leichtathlet.

## Sportliche Karriere
Wilhelm-Rüdiger Böhme startete für den Hamburger SV.
Bei den Deutschen Meisterschaften war er 1959 in Stuttgart Dritter im 3000-Meter-Hindernislauf hinter Hans Hüneke und Heinz Laufer. 1960 in Berlin kam er als Zweiter hinter Heinz Laufer ins Ziel. 1961 in Düsseldorf gewann er den Titel vor Ludwig Müller, wobei er mit 8:47,2 Minuten die schnellste Zeit seiner Karriere lief. Von 1959 bis 1961 trat Böhme bei 17 Länderkämpfen im Nationaltrikot an.